# اوبرتروباخ
اوبرتروباخ (به آلمانی: Obertrubach) یک شهر در آلمان است که در فورشایم واقع شده‌است. اوبرتروباخ ۲٬۱۸۶ نفر جمعیت دارد.